# Москверо-чубань буроволий
Москве́ро-чуба́нь буроволий (Xenotriccus mexicanus) — вид горобцеподібних птахів родини тиранових (Tyrannidae). Ендемік Мексики

## Опис
Довжина птаха становить 13,5-14,5 см. Голова і верхня частина тіла коричнювато-оливкові або сірувато-оливкові, горло білувате, груди сірувато-бурі, живіт жовтуватий. На голові чуб. Хвіст і крила темні, на крилах дві білі смуги. Навколо очей світлі кільця, від дзьоба до очей ідуть світлі смуги. Дзьоб зверху чорний, знизу рожевувато-оранжевий, лапи темно-сірі.

## Поширення і екологія
Буроволі москверо-чубані поширені на півдні Мексики, від Мічоакану і Пуебли до Морелоса і Центральних долин Оахаки. Влітку вони зустрічаються поблизу Монте-Албана, взимку мігрують в долину річки Бальсас. Повідомлення про спостереження птаха в Національному парку Лагуна-дель-Тігре в гватемальському департаменті Петен науковці вважають недостовірним.
Буроволі москверо-чубані живуть в сухих гірських тропічних лісах, і чагарникових заростях. Віддають перевагу дубовим (Quercus) лісам і мескітовим (Prosopis) чагарникам. Зустрічаються на висоті від 950 до 2000 м над рівнем моря. Живляться комахами, на яких чатують серед рослинності. Гніздо чашоподібне, робиться з трави та рослинних волокон, скріплених павутинням, розміщується в чагарниках. В кладці 2-3 коричнювато-жовтих, поцяткованих червонуватими і сірими плямками яйця.

## Збереження
МСОП класифікує цей вид як такий, що не потребує особливих заходів зі збереження. За оцінками дослідників, популяція буроволих москверо-чубанів становить від 20 до 50 тисяч птахів. Їм загрожує знищення природного середовища.